# Adolf Jürgensen
Adolf Jürgensen, Pseudonym Hans Jürge (geboren 9. April 1850 in Hamburg; gestorben 14. September 1925 in Kassel) war ein deutscher Theaterschauspieler.

## Leben
Jürgensen wurde in Brasilien in der Kolonie Dona Franzisko erzogen. Nachdem er seine Ausbildung bei Ferdinand Stolte beendet hatte, betrat er in Hamburg als „Hans Jürge“ zum ersten Mal die Bühne. Er war hierauf in Meiningen, Oldenburg, Halle, am Berliner Nationaltheater, am Residenztheater in Hannover, am Hoftheater Hannover engagiert. Ab 1887 wirkte er am Hoftheater in Kassel bis mindestens 1912.
Sein weiterer Lebensweg ist unbekannt.
Verheiratet war er mit der Schauspielerin Cilli Jürgensen.